# Вортігерн

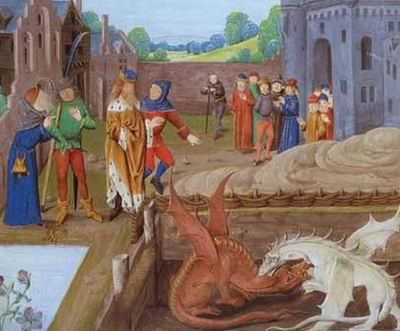
Вортигерн бачить двобій драконів

Вортігерн (Vortigern, валл. Gwrtheyrn, іноді також Gwrtheyrn Gwrthneu, «Вортігерн Худий») — напівлегендарний кельтський король у Британії, можливо, король всієї Британії, що правив десь у V столітті та запросив англосаксів для боротьби з піктами.

## Історичний Вортігерн

### Дані джерел
Через брак джерел сказати щось достеменно про Вортігерна доволі важко. Найближчий до нього за часом автор − Гільда Премудрий − у 23 розділі «Про падіння та завоювання Британії» згадує, що саксів до Британії запросила (в якости федератів) британська еліта на чолі з таким собі «гордим тираном» (superbus tyrannus). В деяких рукописах (Авранський рукопис та рукопис Моммзена) цього тирана прямо названо Вортігерн, але чи було це ім’я в оригінальному тексті Гільди − сказати достеменно важко.
Перша достеменна згадка імені Вортигерн міститься в «Церковній історії народу англів» Беди Превелебного; Беда ж згадує, що Вортигерн був королем усієї Британії, та згадує на ім’я германських вождів (Хорса та Хенгіст), яких запросив Вортигерн. Він наводить і дату, коли припливли Хорса та Хенгіст − 449 рік; але в інших своїх текстах Беда датує пришестя саксів радше 446-447 рр., тож питання про достовірність цієї дати лишається.
Найбільш розгорнута − але, по-перше, гостро критична та, вочевидь, упереджена, по-друге, сповнена елементів явно легендарних − розповідь про Вортигерна міститься в «Історії бриттів» Неннія. Як твердить Ненній, Вортигерн походив з роду Глова, легендарного засновника Глостера; мав трьох синів (на ім’я Вортимер, Катигерн та Пасцент) та доньку. Владу Вортигерн прийняв у 425, але протягом свого владарювання боявся піктів, скоттів та римлян на чолі з Амвросієм. Тому в 429 Вортигерн запросив на допомогу германців на чолі з Хорсою та Хенгістом та подарував їм острів Танет у провінції Кантія. (Цим, зауважує Ненній, Вортигерн поклав кінець «сорока рокам страху» після страти Магна Максима).
Побачивши, що бритти роздроблені та слабкі, Хенгіст почав наполягати, щоб Вортигерн запросив більше воїнів. На бенкеті на честь прибуття нових воїнів Хенгіст познайомив Вортигерна зі своєю донькою, в яку Вортигерн закохався. Вортигерн попрохав у Хенгіста дозволу на одруження з його донькою, Хенгіст забажав у посаг усю провінцію Кантія, і Вортигерн, навіть не порадившись із її правителем (на ім’я Ворангон), погодився.
Після весілля Хенгіст став головним радником Вортигерна та порадив прикликати іще більше германців, на чолі з Октою (сином Хенгіста) та Ебіссою (кузеном Окти), а Вортигерн най розквартирує їх біля Адріанового валу. Вортигерн погодився, і германців ставало все більше. Кінець кінцем їх стало так багато, що вони «підступили до вищезгаданого міста кентців». Тим часом Вортигерн взяв собі за другу дружину… свою власну доньку, за що рада старійшин Британії та святий Герман (або Герман Осерський, або якийсь локальний святий) засудили його, навіть Вортигернів син від доньки його зрікся. Тоді Вортигерн дременув із зібрання, і на його місце було обрано Вортимера.
Межи радників Вортигерна були чаклуни, які порадили йому тікати якнайдалі, бо невдовзі германці розв’яжуть війну. Вортигерн втік до королівства Гвінед, де на місці, яке вказали йому чаклуни, спробував змурувати фортецю…  але все, приготоване для будівництва, безслідно зникло. Чаклуни Вортигерна порадили йому принести в жертву хлопчика, народженого без батька, і такий знайшовся в королівстві Глівісинг, біля рівнини Еллеті. Але хлопчик заявив, що чаклуни − невігласи, і запропонував їм відповісти, що знаходиться всередині пагорба. Вони не знали, і хлопчик пояснив: під пагорбом озеро, в озері два казани, у яких сховано двох драконів (білого та червоного). Все виявилося, як він казав, звільнені дракони зчинили бійку, білий спершу тіснив червоного, але потім червоний вигнав його. Хлопчик пояснив, що дракони − це два народи: білий − германці, червоний − бритти, і тепер германці переслідуватимуть бриттів дуже довго. Коли Вортигерн спитав, хто ж перед ним − хлопчик відповів, що він Амвросій, син римського консула; Вортигерн подарував йому фортецю та пішов на північ, де звів фортецю Каер-Гвортігірн.
Тим часом Вортимер розбив саксів у чотирьох битвах та вигнав їх з острова. За якийсь час він помер (заповів поховати себе у гаванях Кантії, аби його могила оберігала гавань − заповіт виконано не було). Після його смерті саксонці повернулися на острів, надіслали послів до Вортигерна та запропонували мир. Але на перемовинах Хенгіст знову надурив Вортигерна: пообіцявши, що сакси, як і бритти, прийдуть без зброї, він підмовив своїх воїнів принести ножі, і за його знаком бриттських воїв було перебито. Вортигерн потрапив у полон, підписав мирову (здаючи саксам землі Ессекс, Сассекс та Мідлекс) і потім втік. Святий Герман ішов за Вортигерном, переконуючи його хоча б двоєжонство полишити, але Вортигерн дістався до своєї фортеці, сховався там, і за три дні фортецю знищила блискавиця. Вочевидь, після цього владу прийняв Амвросій, який, зокрема, подарував Пасцентові королівство Біеллт.
Окрім наративних джерел, Вортигерн згадується на стовпі Елісега, в родоводі королівської династії Повісу. Як твердить напис, Вортигерн був одружений із жінкою на ім’я Севера (донькою Магна Максима) та мав сина Бритта, якого благословив святий Герман.

### Припущення істориків
На відміну від Артура, Вортигерн найчастіше визнається особистістю історичною. Але всі дані про нього, м’яко кажучи, примарні. Загадки починаються з його імені: буквально воно означає «Великий король» або «Повелитель», що складається з елементів *wor- «над-, супер» та *tigerno- «король, пан, вождь, правитель» (пор. давньобретонське machtiern, корнуольське myghtygern  — тип місцевого правителя — буквально «головний вождь» − у середньовічній Бретані та Корнуоллі).
Однак елемент *tigerno- був звичайним у бриттських особистих іменах (пор. Kentigern, Catigern, Ritigern, Tigernmaglus та ін.), і, оскільки *wortigernos (або похідні від нього) не засвідчено як загальний іменник, немає підстав припускати, що він використовувався як щось інше, ніж особове ім'я. Фактично, давньоірландський когнат цього імені, Foirtchern, був досить поширеним особистим ім'ям у середньовічній Ірландії, що ще раз підтверджує припущення, що Vortigern було особистим ім'ям, а не титулом.
У реальних родоводах династії Повісу на відповідному місці зазвичай стоїть король на ім’я Кателл Сяючий Держак (Cadell Ddyrnllug), відомий за «Історією бриттів» як добрий король; син же його зветься Катигерн (так само, як один із синів Вортигерна в тексті Неннія). Це може бути наслідком якоїсь плутанини чи свідомого редагування родоводів (або творець стовпа Елісега хотів прив’язати родовід до Вортигерна, або пізніші генеалогісти навпаки, хотіли заперечити зв’язки з ним). Також є гіпотеза, що Кателл та Вортігерн − узагалі та сама особа, тільки Кателл − справжнє ім’я, а Вортигерн − тронне.
З урахуванням того, що більшість топонімів з іменем Вортігерн / географічних прив’язок до Вортігерна згромаджено в Уельсі чи на заході Англії, є спроба стверджувати, що Вортігерн був правителем лише цих ділянок острова, і був далеко не першим, хто запросив саксонців до Британії − а лише запросив саксонців конкретно до свого королівства (на острів Вайт?).
Якщо ж реальний Вортигерн дійсно правив теренами сучасної Англії − вочевидь, він мусив якось співіснувати з рештками римської адміністрації, які навряд чи зникли після відходу легіонів (повідомлення Зосима про те, що в 409 бритти скинули своїх римських намісників, деякі дослідники піддають сумніву, а в Житії святого Германа Осерського згадується, що в Британії святого зустрічав якийсь місцевий чиновник із римським титулом). Можливо, саме труднощі співіснування й змусили Вортигерна покликати на допомогу саксів.

## Вортігерн в Артуріані
Класична версія легенди про Вортігерна − дещо видозмінена версія історії Неннія − створена Гальфридом Монмутським. Вортігерн, один із валлійських правителів, палко бажав стати королем Британії. Тож після смерти Костянтина II він сприяв обранню на престол молодого та недосвідченого принца-ченця Константа (витягнувши його з монастиря та змусивши абата розстригти принца). Десь два роки Вортігерн правив Британією з-за спини Константа, розсаджуючи провінціями своїх людей; врешті він запропонував Константові запросити піктів у якости охоронців, змусив піктів ненавидіти Константа, і пікти вбили молодого короля. Вортігерн оголосив їх злочинцями, стратив та сів на трон. (Молодших братів Константа, Аврелія Амвросія та Утера, їхні вихователі, які побоювалися, що Вортігерн може стояти за смертю Константа, вивезли до Арморики).
Пікти, образившись на короля Вортігерна за страту співплемінників, пішли на нього війною. Тоді-то до Вортігерна завітали, пропонуючи свої послуги, Хорса та Хенгіст. Коли вони розбили піктів, Вортігерн подарував їм невеличку ділянку землі в провінції Ліндсі. Хенгіст попрохав запросити ще трохи саксів із Німеччини, коли Вортігерн відмовив − Хенгіст сказав, що хоче для них лише стільки землі, скільки можна охопити одним паском. Вортігерн погодився, Хенгіст узяв бичачу шкіру, порізав її на смужки, сплів із них пасок та охопив нею доволі-таки пристойний шмат землі. Разом із прибулими саксами приїхала й донька Хенгіста (Гальфрид зве її Ровена), в яку Вортігерн палко закохався, одружився з нею (віддавши у посаг Кантію). Під впливом Хенгіста та Ровени Вортігерн віддавав саксам усе більше землі, кінець кінцем Вортимер підняв проти батька повстання та вигнав саксів з острова. Сам Вортігерн спершу воював на боці саксів, потім Хенгіст надіслав його парламентером до Вортімера, де горе-король і лишився. Ровена отруїла Вортимера, і Вортігерн повернувся на трон. Коли Вортімер помер, Хенгіст із військами вернув до Британії (пояснивши це тим, що, мовляв, не знав, що Вортімер помер, і привіз військо з метою самооборони) і попрохав про перемовини. На перемовини сакси Хенгіста потай принесли ножі, й сталася різанина. Вортігерна змусили підписати капітуляцію, й він втік до Уельсу. Аби порятуватися від саксів, Вортігерн (за порадою своїх чаклунів) вирішив спорудити для себе нову вежу на горі Ерір, але вона постійно вгрузала в землю. Чаклун Маугнацій, радник Вортігерна, порадив принести в жертву хлопчика, який народився без батька; такий хлопчик − юний Мерлін − знайшовся біля міста Кармартен. Він підняв чаклуна Маугнація на сміх, запропонувавши розкопати гору − там виявилося підземне озеро, куди й вгрузала вежа, а з дна озера раптово вирвалися двоє драконів, червоний та білий. Мерлін пояснив, що ці два дракони − втілення бриттського та саксонського народів, та прочитав довжелезне алегоричне пророцтво. Потім він додав, що молодші брати Константа, Аврелій та Утер, вже прямують до Британії, і Вортігерну буде непереливки. Вортігерн сховався у вежі Кенареу, але Аврелій та Утер підійшли до неї, взяли в облогу та спалили разом із Вортігерном.
Дещо інакшим Вортігерн постає в циклі лицарських романів Вульгата. Там він починає як хороша людина та вірний сенешаль короля Мена (так там зветься Констант), який придушує для свого короля вторгнення саксонців та повстання бриттів-поган. Але власні успіхи та почуті вихваляння затьмарюють Вортігернові голову, він вирішує, що сам гідний бути королем, і організує складну схему: спершу він (під приводом, що його, мовляв, оточують вороги) відмовляється захищати свого короля від чергової навали, недосвідчений Мен змушений сам організовувати оборону, все провалюється, і Мен стає об’єктом загальної ненависти. Вортигернові пропонують корону, він відмовляється, посилаючись на те, що не прийме корони, доки Мен живий, і Мена вбивають його власні придворні. Вортигерн прикидається розлюченим, корону приймає, але страчує вбивць Мена, і з цього починається громадянська війна з родичами тих убивць. Вортигерн перемагає в ній, але після війни править як тиран, його ненавидять, і він запрошує Хенгіста, аби втриматися на троні. Вортимер та вбивство Хенгістом вельмож у Вульгаті відсутні, двоє драконів позначають не бриттів та саксонців, а самого Вортігерна та двох братів-принців, які несуть йому загибель.
Свою історію сходження Вортігерна до влади розповідає романіст кінця 13 ст. Боден Батор: за його версією, Вортігерн був не сенешалем, а регентом (сенешалем був Ульфін). Коли король Констант (так у Батора та в Вульгаті зветься Костянтин II) помер, до Британії вдерлися саксонці на чолі з вождем Ог’єром (еквівалент Хенгіста). Відбиваючи вторгнення, Вортігерн вдерся аж до Німеччини, де взяв дві фортеці та місто. Ог’єр, порадившись із поганськими богами-демонами, підіслав до Вортигерна (який встиг з’їздити до Британії, коронувати Івойна − так у Батора зветься Мен − та повернутися до захопленої фортеці) свою доньку Сардойну. Вона приходить до фортеці, перевдягнена в зброєносця, але Вортигерн упізнає її та закохується. Тим часом Івойн відбиває напад саксонців самотужки. Вортігерн вирішує захопити владу, одружитися з Сардойною та об’єднати Британію та Саксонію: він розповідає про цей план Ульфінові, Ульфін консультується в Лота Оркнейського, Лот видає план Івойну. Вортігерн у розпачі тікає до Саксонії, перевдягнутий у стару жінку, а потім, вочевидь, повертається, вбиває Івойна та стає королем сам .